# Lampides sestus
Lampides sestus är en fjärilsart som beskrevs av Hans Fruhstorfer 1921. Lampides sestus ingår i släktet Lampides och familjen juvelvingar. Inga underarter finns listade i Catalogue of Life.